# 第一次豫北战役
第一次豫北战役，是中国抗日战争中，中日双方发生的战役。